# Campakoah
Campakoah is een bestuurslaag in het regentschap Purbalingga van de provincie Midden-Java, Indonesië. Campakoah telt 2484 inwoners (volkstelling 2010).